# Manuel da Costa (missionário)
Manuel da Costa (1541 – 25 de fevereiro de 1604) foi um padre Jesuíta e bibliógrafo de Lisboa. Depois de ter ensinado humanidades e  teologia em diferentes escolas, como Coimbra, onde a maioria das cartas dos jesuítas estavam disponíveis sem censura, foi escolhido para reitor de Braga, e logo missionário nos Açores; era distinguido pelo seu zelo. Escreveu  A História das Missões dos Jesuítas no Oriente, Até ao Ano de 1568. O manuscrito foi enviado a Roma, traduzido para o latim, e foi então entregue ao jovem noviço Giovanni Pietro Maffei (1533-1603) para prepará-lo para publicação. Maffei adicionou uma quantidade considerável de textos ao trabalho de Manuel da Costa, intitulados De epistolarum Japonicis rebus. Esta parte contém traduções latinas  abreviadas de cartas enviadas pelos jesuítas que trabalhavam no Japão até o ano de 1564. Em sua introdução Maffei felicita Da Costa pelos seus esforços de resumir o conteúdo das cartas  em um curto comentário . O  P. de Lequerica traduziu o texto em castelhano.